# محمد باي بلعالم
محمد باي بلعالم  (1930-2009) عالم وإمام وشيخ زاوية جزائري.

## المولد والنشأة
هو أبو عبد الله بن محمد عبد القادر بن محمد بن المختار بن أحمد العالم القبلوي الجزائري، ولد عام 1930 م بقرية ساهل التابعة لبلدية أقبلي بدائرة أولف التابعة إدارياً لولاية أدرار الجزائرية، كان والده فقيها وإماما ومعلما من مؤلفاته تحفة الولدان فيما يجب على الأعيان ومنظومة في حالة الوقت حارب فيها أهل البدع والخرافات وله عدة قصائد في مدح النبي محمد.
بقريته ساهل تعلم القرآن على يد السيخ المقرئ محمد بن عبد الرحمن بن المكي بن العالم، ثم تلقى مبادئ النحو واللغة على يد والده ثم درس مدة من الزمن على الشيخ محمد عبد الكريم المغيلي.
انتقل الشيخ محمد باي بلعالم من قريته ساهل إلى زاوية الشيخ أحمد بن عبد المعطي السباعي التي مكث بها سبع سنوات درس فيها الفقه المالكي وأصوله، النحو والفرائض والحديث والتفسير، ونال الإجازات التالية:
1. إجازة عامة من الشيخ الطاهر بن عبد المعطي عند انتهاء الدراسة.
2. إجازة عامة من السيد الحاج أحمد الحسن بأسانيد متعددة.
3. إجازة من السيد علي البودليمي في الحديث.
4. إجازة من الشيخ السيد محمد علوي مالكي المكي.
5. شهادة(الليسانس في العلوم الإسلامية من وزارة الشؤون الدينية عام 1971 م

كان أشعري العقيدة، يجيز التوسل إلى الله بأنبيائه وخواص خلقه، ويعتبر خلاف ذلك سوء اعتقاد.

## إنشائه للزاوية (مدرسة مصعب بن عمير)
بعد تخرجه من زاوية الشيخ أحمد بن عبد المعطي السباعي عاد إلى بلاده أولف وذلك أثناء فترة الإستعمار الفرنسي حيث أسس مدرسة مصعب بن عمير الدينية للعلوم الشرعية ذات النظام الخارجي، أََغْلَقَ المدرسة مدة أثناء ثورة التحرير ثم أعاد افتتاحها مع فجر استقلال الجزائر ليضيف إليها آنذاك قسم خاص بالداخليين.
عام 1964 م أصبح رسمياً إمام وخطيب ومفتي ومدرس معترف به من قبل الدولة لمسجد أنس بن مالك ومدرسة مصعب بن عمير الدينية.
بالإضافة إلى تعليم القرآن والفقه المالكي كان برنامجه التعليمي كاتالي:
- درس بعد صلاة الصبح لجميع المصلين
- درس بين الظهر والعصر في المدرسة العتيقة
- درس بين العصر والمغرب من نصيب زاوية حينون
- دروس السيرة النبوية في شهر المولد بين المغرب والعشاء
- المحاضرات الرمضانية
- إتمام ختم صحيح البخاري وتدريسه كاملا ما بين شعبان وذي الحجة كل سنة، يدرسه صباحا حيث يختم في الأربعاء الأخيرة من شعبان من كل سنة.
- إتمام موطأ الأمام مالك كاملا مساء ويختمه كل عام.
- شرح صحيح مسلم كل سنتين
- يدرس تفسير القرآن من فتح البيان لصديق حسن خان وله في ذلك خمسة أيام في الأسبوع عدا الخميس والجمعة
- يدرس المتون والكتب التي ألفها.

عام 1981 م قام بتوسيع مدرسته وأضاف إليها قسما جديدا خاصا بالإناث وقام كذلك بتوسيع الأقسام الداخلية التي أصبحت تستقبل طلابا من خارج البلاد.
زار الشيخ عدة بلدان منها تونس والمغرب الأقصى وليبيا ثم المملكة العربية السعودية للمرة الأولى عام 1974 لتأدية فريضة الحج وعاد إليها كذلك في حج عام 1984 ومن حينها وهو يحج كل عام.

## مؤلفاته
للشيخ محمد باي بلعالم مؤلفات في علوم شتى بلغت زهاء الأربعين منها:
علوم القرآن:
- ضياء المعالم على ألفية الغريب لابن العالم (جزءان).
- المفتاح النوراني على المدخل الرباني في الغريب القرآني.

الحديث:
- كشف الدثار على تحفة الآثار.

الفقه المالكي:

كتاب الكوكب الزهري نظم مختصر الأخضري

- زاد السالك شرح أسهل المسالك (جزآن) مطبوع بدار ابن حزم بلبنان.
- فتح الرحيم المالك في مذهب الإمام مالك (ألفية في الفقه عدد أبياتها 2509)
- ملتقى الأدلة الأصلية والفرعية الموضحة للسالك شرح فتح الرحيم المالك (4 أجزاء) وطبع في دار هومة بالجزائر
- الجواهر الكنزية نظم متن العزية.[2]
- الاستدلال بالكتاب والسنة النبوية شرح على نثر العزية ونظمها الجواهر الكنزية.
- السبائك الإبريزية شرح على الجواهر الكنزية.
- فتح الجواد على نظم العزية لابن باد.
- الكوكب الزهري نظم مختصر الأخضري.[3]
- الإشراق البدري شرح الكوكب الزهري.
- المباحث الفكرية شرح على الأرجوزة البكرية.
- أنوار الطريق لمن يريد حج البيت العتيق (مناسك) ط دار هومة في الجزائر.
- إقامة الحجة بالدليل شرح على نظم ابن بادي على مهمات من مختصر خليل (4 أجزاء) ط دار الحزم بلبنان.
- مرجع الفروع إلى التأصيل من الكتاب والسنة والإجماع الكفيل شرح على نظم الشيخ خليفة بن حسن السوفي القماري على مختصر خليل المسمى جواهر الإكليل (10 أجزاء) ط دار الفكر بلبنان.

علم الفرائض (المواريث):

كتاب الجواهر الكنزية

- الدرة السنية في علم ما ترثه البرية (نظم).[4]
- الأصداف اليمية شرح الدرة السنية.
- كشف الجلباب على جوهرة الطلاب في علمي الفروض والحساب
- فواكه الخريف شرح بغية الشريف في علم الفرائض المنيف.
- مركب الخائض على النيل الفائض في علم الفرائض.

أصول الفقه:
- ركائز الوصول شرح على منظومة العمريطي في علم الأصول.
- ميسر الحصول شرح على سفينة الأصول.

السيرة النبوية:
- فتح المجيب على سيرة النبي الحبيب

النحو:
- اللؤلؤ المنظوم على نثر ابن آجروم.[5]
- كفاية المنهوم شرح اللؤلؤ المنظوم.
- منحة الأتراب على ملحة الإعراب.

كتاب منحة الأتراب

- الرحيق المختوم شرح على نزهة الحلوم.
- التحفة الوسيمة على الدرة اليتيمة.[6]
- عون القيوم على كشف الغموم.

التاريخ:
- الرحلة العلية إلى منطقة توات لذكر بعض الأعلام والآثار والمخطوطات والعادات في (جزأين)
- قبيلة فلان في الماضي الحاضر وما لها من العلوم والمعرفة والمآثر[7]
- الغصن الداني في حياة الشيخ عبد الرحمن بن عمر التنلاني.[8]

الفتاوى:
- له فتاوى شفهية وكتابية حول أسئلة ترد عليه بواسطة الهاتف والرسائل ذكر بعضها في رحلاته، منها: انقشاع الغمامة والإلباس عن حكم العمامة واللباس من خلال سؤال سعيد هرماس

الأدب:
- له قصيدتان في الرد على ألغاز بعث له بها الشيخ أحمد الطاهري السباعي.
- له قصيدتان في رثاء الشيخ أحمد الطاهري السباعي.
- له مجموعة قصائد مضمونها الرد على قصائد وصلته من أصدقائه.
- له قصيدتان في الرد على الملحد سلمان رشدي.

الرحلات:
- له عشرون رحلة مسجلة للحج والعمرة وله عشرون رحلة للحج لم تسجل
- له رحلة إلى المغرب الأقصى.

## وفاته
توفي عشية السبت 22 ربيع الثاني 1430 هـ الموافق 18 إبريل 2009 م  في بيته تاركا طلبة علماء ومؤلفات نافعة، أقيمت جنازته يوم الإثنين بمسقط رأسه أولف.

## تكريمه
- ملتقى وطني للعلامة الشيخ محمد باي بلعالم من تنظيم جمعية العلماء المسلمين الجزائريين[9]